# Paul Lacôme
Paul-Jean-Jacques Lacôme d'Estalenx (Le Houga, 4 maart 1838 – aldaar, 12 december 1920) was een Franse componist, dirigent, muziekcriticus en schrijver. Lacôme werd als enig kind in een artistieke en muzikale familie geboren. Tussen 1870 en het begin van de 20e eeuw schreef hij een serie operettes en opera-bouffes die zowel in Frankrijk als in het buitenland populair waren.

## Levensloop
Lacôme d'Estalenx kreeg in zijn jonge jaren les voor piano, dwarsfluit, kornet, cello en ophicleïde. Gedurende zijn tijd op het Collège d'Aire-sur-l'Adour speelde hij in het fanfareorkest mee en - omdat hij muzikaal het meest geschikt was - heeft hij ook de dirigent van dit schoolorkest vervangen. In deze periode componeerde hij ook eenvoudige stukjes. Van 1857 tot 1860 studeerde hij harmonie en contrapunt bij de organist José Puig y Absubide in Aire-sur-l'Adour, die zelf een leerling van Saverio Mercadante in Napels was geweest.
Zijn vertrek naar Parijs was een toeval; hij was drieëntwintig jaar. Door mevrouw Louise Dubosc-Taret uit zijn geboortestad kreeg hij de informatie, dat er in Parijs een concours was aangekondigd. Met zijn compositie van de operette Le dernier des paladins won Lacôme d'Estalenx een tweede prijs in de Prix de Rome wedstrijd. In Parijs was hij tegelijkertijd werkzaam als componist en muziekcriticus. Zijn opera-bouffe La Dot mal placée ontwikkelde zich zowel in Parijs alsook in het buitenland tot een groot succes. Alleen in Barcelona werd zij 117 keer uitgevoerd. Een vergelijkbare resonantie kreeg het werk ook in Napels, Madrid, Hongarije en Oostenrijk. Ook de andere muziektheaterwerken vierden successen in het buitenland zoals Madame Boniface in Montreal in 1885 en Ma mie Rosette in het Verenigd Koninkrijk in 1890.
Naast zijn muziektheaterwerken componeerde Lacôme d'Estalenx orkestwerken, vocale muziek en kamermuziek. Ook zijn in 1899 geschreven balletmuziek Le Rêve d'Elias beleefde in Parijs meer dan 100 uitvoeringen en was eveneens in Londen succesrijk. Ter gelegenheid van de honderdste verjaardag van de Franse Revolutie leverde hij bijdragen voor de heropleving van de opera's van het revolutionaire tijdperk door (re)orkestratie van de partituren aangepast aan de instrumentale ontwikkelingen en aan de toenmalige smaken. Hij zelf dirigeerde de door hem nieuw georkestreerde opera's De Barbier van Sevilla van Giovanni Paisiello, Raoul, sire de Créqui en La soirée orageuse van Nicolas-Marie Dalayrac in de Parijse Opéra-Comique.
In 1901 keerde hij terug om in het familiehuis in Le Houga te leven. In de buurtstad Mont-de-Marsan richtte hij een muziekschool op en leerde daar tot 1912. Lacôme werd onderscheiden door de Franse overheid met de benoeming tot Ridder in de orde van het Legioen van Eer. Gedurende de Eerste Wereldoorlog werd een aantal van zijn werken met succes nieuw leven ingeblazen in Parijs. Soms bestaat er een verwarring met collega componist Paul Lacombe (1837-1927), bijvoorbeeld staat in sommige partituren van Lacôme, zoals La fille de l'air, of Les quatre filles Aymon als componist Paul Lacombe aangegeven, wat in dit geval niet juist is.

## Composities

### Werken voor orkest
- 1878 Les Soirées de Marly, wals voor orkest
- 1886 Quadrille uit de opéra-comique "Myrtille", voor orkest
- 1887 Gitanilla, suite voor orkest
  1. Les Romani
  2. Valse Bohème
  3. Sous les étoiles (berceuse)
  4. Sous le soleil (petite marche)
- 1889 Suite ancienne, voor orkest
- 1893 Berceuse, voor orkest
- 1893 Noce Gasconne, suite (dorp scènes) voor orkest
- 1895 Aragonesa, Spaanse wals voor orkest
- 1895 Défilé parade, voor orkest
- 1895 Gaillarde, voor orkest
- 1895 Gigue, voor orkest
- 1895 Rigaudon, voor orkest
- 1895 Sérénade, voor orkest
- 1895 Suite Africaine, voor orkest
  1. Bamboula, danse nègre
  2. Khacida, rêverie arabe
  3. La Mouba, divertissement Algérien
- 1901 Clair de lune, suite voor orkest
- 1901 Valse noble, voor orkest
- 1906 À Lima - Sérénade péruvienne, voor orkest
- 1906 À Montmartre, wals voor orkest
- 1906 En Espagne, jota voor orkest
- 1906 En Italie, I Mocoletti, voor orkest
- 1906 En Roumanie !, voor orkest
- 1907 La douce Maison. Scènes familiales, voor kamerorkest
  1. La maison active
  2. Barcelonnette
  3. Conte d'hiver
  4. Le Tennis
  5. La leçon de danse
- 1907 Marche tzigane, voor orkest
- 1907 Saltarello, voor orkest
- 1909 Mascarade, airs de ballet en suite, suite
- 1909 Trois Pièces de genre en suite, voor orkest - bewerkt door Eugène Roux
  1. Rigaudon
  2. Berceuse
  3. Valse noble
- 1910 Deux nocturnes, voor orkest
- Au soleil, scènes africaines, voor piano en orkest - bewerkt door G. Andolli
- Avalia, suite
- La Feria, Spaanse suite
- La Verbena, suite

### Werken voor harmonieorkest
- 1877 Ouverture tot de komieke opera "Jeanne, Jeannette et Jeanneton", voor harmonieorkest - bewerkt door L. Mayeux
- 1877 Ouverture de la "Dot mal placée", voor harmonieorkest - bewerkt door L. Mayeux
- 1884 Ouverture tot de komieke opera "Madame Boniface", voor harmonieorkest - bewerkt door L. Mayeur
- 1884 Pas redoublé uit de komieke opera "Madame Boniface", voor harmonieorkest - bewerkt door Gustave-Xavier Wittmann
- 1884 Quadrille uit de komieke opera "Madame Boniface", voor harmonieorkest - bewerkt door Félix Leroux
- 1885 Fantaisie sur l'opéra "Madame Boniface", voor harmonieorkest - bewerkt door Gustave-Xavier Wittmann
- 1891 Segoviane, Spaanse dans voor harmonieorkest - bewerkt door Alfred Haring
- 1892 Gitanilla, suite voor harmonieorkest - bewerkt door Édouard Jacob
- 1892 La Feria, Spaanse suite - bewerkt door Eugène Roux, Louis-Philippe Laurendeau, Désiré Dondeyne
  1. Les Toros
  2. La Reja
  3. La Zarzuela
- 1894 Valse sur "Madame Boniface", voor harmonieorkest - bewerkt door P. Leroux
- 1896 Aragonesa, Spaanse wals voor harmonieorkest - bewerkt door Eugène Roux
- 1896 Défilé-parade, voor harmonieorkest - bewerkt door Eugène Roux
- 1896 Noce gasconne - Scènes villageoises, voor harmonieorkest - bewerkt door Edmond Grognet
- 1897 Bamboula, danse nègre uit de "Suite africaine", voor harmonieorkest - bewerkt door Eugène Roux
- 1899 Ouverture tot de komieke opera "Le maréchal chaudron", voor harmonieorkest - bewerkt door Eugène Roux
- 1900 Léandre et Isabelle, pantomime suite voor harmonieorkest - bewerkt door Gaston Benoist
- 1900 Les quatre filles Aymon, fantasie uit de operette voor harmonieorkest - bewerkt door A. Blémant
- 1900 Les Rois uit "Les Fêtes chrétiennes", voor harmonieorkest - bewerkt door Eugène Roux
- 1900 Scaramouche et Colombine, pantomime suite voor harmonieorkest - bewerkt door Gaston Benoist
- 1901 Les Pyrénées, voor harmonieorkest - bewerkt door: Bouch
  1. La Pyrénéenne
  2. Au Pays basque
  3. Le Château de Pau
- 1901 Morena, Spaanse wals voor harmonieorkest - bewerkt door Gaston Benoist
- 1904 Fête galante, voor harmonieorkest - bewerkt door Gaston Benoist
  1. Barcarolle galante
  2. Sérénade galante
  3. Menuet galant
- 1906 3 Danses caractéristiques, voor harmonieorkest - bewerkt door Eugène Roux
  1. Les Patineurs
  2. Menuet
  3. La Danse des épées
- 1909 Cotillon, suite voor harmonieorkest - bewerkt door Eugène Roux
  1. Entrée
  2. Flirt
  3. Rubans et tambourins
  4. Valse serpentine, final
- 1910 La Verbena (fête populaire), Spaanse suite voor harmonieorkest - bewerkt door Gaston Benoist
- 1920 Vasconia, voor harmonieorkest - bewerkt door Eugène Roux
  1. Marine (Biarritz)
  2. Ernani. Habanerita (final)
- Allegro de plein air, voor harmonie- of fanfareorkest - bewerkt door Eugène Roux
- Deux nocturnes, voor harmonieorkest - bewerkt door Eugène Roux
  1. La Tapada
  2. Serenos et guitaristes
- Mascarade, airs de ballet en suite, suite - bewerkt door Vincent Frank Safranek, Édouard Jacob
- Saltarello, voor harmonieorkest - bewerkt door Eugène Roux

### Muziektheater

#### Opera's
| Voltooid in | titel                                             | aktes                      | première                                           | libretto                                                                                            |
| ----------- | ------------------------------------------------- | -------------------------- | -------------------------------------------------- | --------------------------------------------------------------------------------------------------- |
| 1873        | La Dot mal placée                                 | 3 bedrijven                | 1873, Parijs, Athénée-Lyrique                      | Georges Mancel                                                                                      |
| 1873        | Le Mouton enragé                                  | 1 akte                     | 1873, Parijs, Théâtre des Bouffes Parisiens        | Adolphe Jaime, Jules Noriac                                                                         |
| 1876        | Jeanne, Jeannette et Jeanneton                    | proloog en 3 bedrijven     | 27 oktober 1876, Parijs, Folies-Dramatiques        | Louis François Nicolaie Clairville, Alfred Charlemagne Delacour                                     |
| 1879        | Pâques fleuries                                   | 3 bedrijven                | 1879, Parijs, Folies-Dramatiques                   | Louis François Clairville, Alfred Charlemagne Delacour                                              |
| 1880        | Le Beau Nicolas                                   | 3 bedrijven                | 1880, Parijs, Folies-Dramatiques                   | Albert Vanloo, Eugène Leterrier                                                                     |
| 1882        | La Nuit de Saint-Jean                             | 1 akte                     | 1882, Parijs, Opéra-Comique                        | Alfred Charlemagne Delacour, Jules de Lau-Lusignan naar Erckmann-Chatrian, eigenlijk Émile Erckmann |
| 1883        | Madame Boniface;                                  | 3 bedrijven                | 1883, Parijs, Théâtre des Bouffes-Parisiens        | Charles Clairville, Ernest Depré                                                                    |
| 1885        | Myrtille                                          | 4 bedrijven                | 1885, Parijs, Théatre de la Gaîté                  | Erckmann-Chatrian, Maurice Drack                                                                    |
| 1887        | Les Saturnales                                    | 3 bedrijven                | 1887, Parijs, Théâtre des Nouveautés               | Albin Valabrègue                                                                                    |
| 1888        | La gardeuse d'oies (J'vas m'jeter dans l'canal !) | 3 bedrijven                | 26 oktober 1888, Parijs, Théâtre de la Renaissance | Eugène Leterrier, Albert Vanloo                                                                     |
| 1889        | Ma Mie Rosette                                    | 4 bedrijven                | 4 februari 1890, Parijs, Folies-Dramatiques        | Jules Prével, Armand Liorat                                                                         |
| 1892        | Mademoiselle Asmodée; samen met: Victor Roger     | 3 bedrijven                |                                                    | |
| 1898        | Le maréchal chaudron                              | 3 bedrijven en 6 taferelen | 27 april 1898, Parijs, Théatre de la Gaîté         | Henri Chivot, Jean Gascogne, Georges Rolle                                                          |

#### Zarzuela
| Voltooid in | titel                                                                             | aktes                  | première | libretto       |
| ----------- | --------------------------------------------------------------------------------- | ---------------------- | -------- | -------------- |
| 1877        | Juana, Juanita y Juanilla; herwerking van de opera Jeanne, Jeannette et Jeanneton | proloog en 3 bedrijven |          | Emilio Alvarez |

#### Operettes
| Voltooid in | titel                                                             | aktes                      | première                         | libretto                                                     |
| ----------- | ----------------------------------------------------------------- | -------------------------- | -------------------------------- | ------------------------------------------------------------ |
| 1890        | La Fille de l'air                                                 | 4 bedrijven                | 1890, Parijs, Folies-Dramatiques | Charles-Théodore Coignard, Hippolyte Coignard, Armand Liorat |
| 1896        | La niña de los cisnes; herwerking van de opera La gardeuse d'oies | 3 bedrijven                |                                  | Gabriel Briones en Diego Jiménez-Prieto                      |
| 1898        | Les quatre filles Aymon                                           | 3 bedrijven en 5 taferelen | 1898, Parijs, Folies-Dramatiques | Armand Liorat, Albert Fonteny                                |
|             | Christine                                                         | 3 bedrijven                |                                  |                                                              |

#### Balletten
| Voltooid in | titel           | aktes | première | libretto         | choreografie |
| ----------- | --------------- | ----- | -------- | ---------------- | ------------ |
| 1899        | Le Rêve d'Elias |       |          | Armand Silvestre |              |

#### Toneelmuziek
- 1876 La Fantasma groga in 3 bedrijven en 4 taferelen - tekst: José Coll y Britapaja

### Vocale muziek

#### Werken voor koor
- 1895 Aragonesa !, Spaans lied voor tweestemmig koor
- 1907 Epithalame, voor gemengd koor - tekst: Armand Silvestre

#### Liederen
- 1867 Absence !, voor zangstem en piano - tekst: Théophile Gautier
- 1867 Lazzara ! Orientale, voor zangstem en piano - tekst: Victor Hugo
- 1869 Adieu !, voor zangstem en piano - tekst: Emile André
- 1872 Le Suisse ! , voor zangstem en piano
- 1877 La Promenade militaire !, voor zangstem en piano - tekst: Paul Ferrier
- 1878 Calino !, voor zangstem en piano - tekst: Émile André
- 1878 Chanson d'été !, voor zangstem en piano - tekst: Armand Silvestre
- 1878 Croque mitaine !, voor zangstem en piano - tekst: Emile André
- 1878 La Poupée !, voor zangstem en piano - tekst: Emile André
- 1878 Le Misanthrope !, voor zangstem en piano - tekst: Emile André
- 1878 Rosette !, voor zangstem en piano - tekst: Philippe Desportes (1546-1606)
- 1878 Vingt Mélodies, voor zangstem en piano
- 1879 Consolation !, voor tenor (of sopraan) en piano - ook in een versie voor bariton (of mezzosopraan) en piano - tekst:Armand Silvestre
- 1881 Gavotte !, voor tenor (of sopraan) en piano - ook in een versie voor bariton (of mezzosopraan) en piano - tekst: Voiture
- 1881 Don Quichotte (Contes Bleus), voor zangstem en piano - tekst: Émile André
- 1881 La Toussaint ! Légende alsacienne, voor zangstem en piano - tekst: Emile André
- 1881 Le Prince au long nez, voor zangstem en piano - tekst: Émile André
- 1881 Lyda !, voor zangstem en piano - tekst: Armand Silvestre
- 1881 Mademoiselle Tartine !, voor zangstem en piano - tekst: Emile André
- 1882 Aveu !, voor zangstem en piano - tekst: Armand Silvestre
- 1884 Te Deum, voor tenor (of sopraan) en piano (of orgel) - ook in een versie voor bariton (of mezzosopraan) en piano - tekst: Armand Silvestre
- 1885 Bonjour Suzon !, voor zangstem en piano - tekst: Alfred de Musset
- 1885 Chanson d'été !, voor zangstem en piano - tekst: Armand Silvestre
- 1885 D'une fleur !, voor tenor (of sopraan) en piano - ook in een versie voor bariton (of mezzosopraan) en piano - tekst: Alfred de Musset
- 1885 Envoi !, sonnet voor zangstem en piano - tekst: Pierre de Ronsard
- 1886 Lilas blancs !, voor zangstem en piano - tekst: Armand Silvestre
- 1886 Si vous voulez !, voor tenor (of sopraan) en piano - ook in een versie voor bariton (of mezzosopraan) en piano - tekst: A. d'Anglade
- 1886 Supplication !, voor tenor (of sopraan) en piano (of orgel) - ook in een versie voor bariton (of mezzosopraan) en piano - tekst: A. d'Anglade
- 1888 Le Lever ! Aubade, voor tenor (of sopraan) en piano - ook in een versie voor bariton (of mezzosopraan) en piano - tekst: Alfred de Musset
- 1888 Ne répondez pas !, voor zangstem en piano - tekst: Paul Ferrier
- 1888 Sérénade !, voor tenor (of sopraan) en piano - ook in een versie voor bariton (of mezzosopraan) en piano - tekst: Jean Richepin
- 1888 Vieilles Amourettes !, voor zangstem en piano - tekst: Jean Richepin
- 1890 Balancelle !, voor tenor (of sopraan) en piano - ook in een versie voor bariton (of mezzosopraan) en piano - tekst: Armand Silvestre
- 1890 Marquise !, madrigaal voor zangstem en piano - tekst: Armand Silvestre
- 1890 Vieille Romance, voor zangstem en piano - tekst: Armand Silvestre
- 1891 La Prière !, voor zangstem en piano - tekst: Alphonse de Lamartine
- 1891 Le Lis d'Ischia !, voor zangstem en piano - tekst: Alphonse de Lamartine
- 1892 La Marguerite !, ballade voor zangstem en piano - tekst: Jules de Lau-Lusignan
- 1897 Bénédiction nuptiale !, voor zangstem en piano
- 1897 Philosophie !, voor zangstem en piano - tekst: Joseph Pain
- 1898 Déclin !, voor tenor (of sopraan) en piano - ook in een versie voor bariton (of mezzosopraan) en piano - tekst: L. Vanoven
- 1898 Joyeusement !, voor zangstem en piano - tekst: Ch. Fuster
- 1905 Roses d'au delà !, sonnet voor zangstem en piano - tekst: Jean-François d'Estalenx
- 1907 Les Ramiers !, voor zangstem en piano - tekst: van de componist
- 1908 Le Ch' val du colonel, voor zangstem en piano - tekst: van de componist
- 1912 Douze psaumes des lyriques français, voor een of meerdere zangstemmen (unisono) - tekst: F. de Malherbe
- 1916 Le Dies ira des Empereurs. Malédiction, voor zangstem en piano - tekst: Pierre Hébras
- Trois poèmes de R. A. Fleury, voor zangstem en piano
  1. J'aime douloureusement
  2. Ma belle divine repose...
  3. La belle jeune fille du midi

### Kamermuziek
- 1872 Trio, voor viool, cello en piano, op. 10
- 1896 Morisca, bolero voor viool en piano
- Estudiantina - fantaisie espagnole sur le célèbre duo, voor viool en piano, op. 8
- Rigaudon, voor tenorsaxofoon en piano

### Werken voor orgel
- 1898-1899 Les Fêtes chrétiennes, petits oratorios voor zangstem en orgel - tekst: Georges Duval
  1. Les Saints Innocents
  2. Les Rois
  3. Pâques
- 1903 Ave Maria !, voor zangstem en orgel

### Werken voor piano
- 1879 Quadrille uit de opéra-comiques "Pâques-fleuries"
- 1883 3 Valses en pressives
- 1884 Mademoiselle Cartine, polka
- 1886 Estudiana - célèbre duo espagnol
- 1892 La Légende de Noël !
- 1894 Valse noble
- 1895 Défilé-parade, voor piano vierhandig
- 1895 Gigue, voor piano vierhandig
- 1895 Khacidah ! - Rêverie arabe uit de "Suite Africaine", voor piano vierhandig
- 1897 Thèmes variés. Les Étoiles du passé
- 1898 Aragonesa, Spaanse wals
- 1898 La Griotte, pastorale wals
- 1899 Les Pyrénées, suite voor piano vierhandig
- 1899 Morena, Spaanse wals
- 1906 Par tous les Pays, suite
- 1910 Deux nocturnes
- 1912 Arlequin et Colombine

## Publicaties
- La musique en famille - exposé des principes de la musique par un père à ses enfants, Paris: J. Hetzel et Cie. 128 p.